# Lazurová hora
Lazurová hora (též Michalšperk) je zaniklý hrad v okrese Tachov. Nachází se na severním výběžku Lazurového vrchu v nadmořské výšce 620 metrů nad soutokem Kosího potoka s Jilmovým potokem. Od roku 2007 je chráněn jako kulturní památka.

## Historie
Neznáme žádné písemné zprávy, které by se k hradu vztahovaly. Podle archeologických nálezů byl založen ve 13. století a brzy zanikl.
Název Michalšperk dostal hrad od německých vlastivědců podle hornické osady Michaelsberg, předchůdce obce Michalovy Hory. Hornická osada ale vznikla v době, kdy se už existující hrad rozpadal. Hrad patřil a je v katastru obce Výškov. Ve 13. století jej vlastnili Měsíčkové z Výškova. Vlci na erbech příbuzných rodů „z Výškova“ a „z Volfštejna“ byly zprvu totožné, rovněž hrady Volfštejn a „Lazurová hora“ mají podobné půdorysy a dobu vzniku. Ruiny na Lazurovém vrchu jsou pozůstatky hradu Výškov, podle nějž se jmenoval výše uvedený šlechtický rod.
V letech 1237–1251 byli pány hradu Výškov bratři Výšek a Vyšemír z Výškova.

## Stavební podoba
Hrad na Lazurovém vrchu patřil mezi hrady bergfritového typu. Na jižní straně byl chráněn šíjovým příkopem. Nad ním stál zřejmě okrouhlý bergfrit dochovaný v podobě destrukčního kuželu. V nejlépe chráněné severní části se nacházel malý palác. Východní a západní stranu opevňovala hradba.

## Přístup
Zbytky hradu se nachází na území přírodní rezervace Lazurový vrch. Jsou volně přístupné, ale nevede k nim žádná značená cesta.